# 스베티안드라시우슬로벤스키흐고리차흐

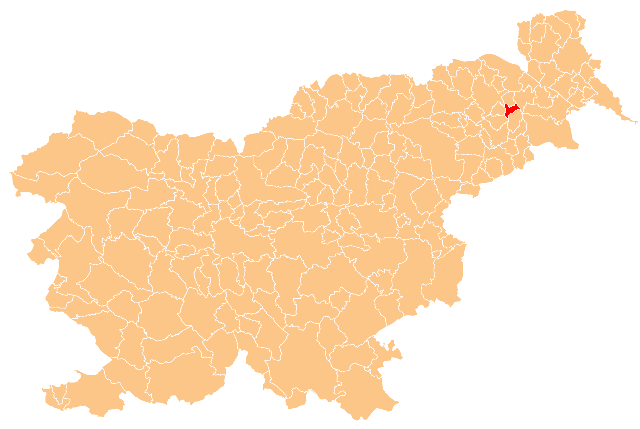
스베티안드라시우슬로벤스키흐고리차흐의 위치

스베티안드라시우슬로벤스키흐고리차흐(슬로베니아어: Sveti Andraž v Slovenskih goricah, 독일어: St. Andrä in den Windischen Büheln 장크트안드레인덴빈디셴뷔헬른[*])는 슬로베니아의 도시로 면적은 17.6km2, 높이는 293m, 인구는 1,209명(2002년 기준), 인구 밀도는 68.7명/km2이다.